# Шариповка (Самарская область)
Шариповка — посёлок в Алексеевском районе Самарской области России. Входит в сельское поселение Гавриловка.

## География
Шариповка расположена на юго-востоке Самарской области, вблизи её границы с Оренбургской областью, высота центра посёлка над уровнем моря — 204 м.
Неподалёку от посёлка протекает река Чапаевка.

## Население
| 1986 | 2002 | 2010 | 2014 | 2015 |
| ---- | ---- | ---- | ---- | ---- |
| 368  | ↘356 | ↘295 | ↗301 | ↘292 |

## Инфраструктура
В Шариповке 8 улиц: Центральная, Набережная, Молодёжная, Черёмушки, Рабочая, Дорожная, Прикотельная, Льва Толстого. Действует отделение почты.
После укрупнения районных медицинских учреждений жители Шариповки обслуживаются в Нефтегорской центральной районной больнице, а в самом в посёлке есть фельдшерский пункт.
Покрытие сотовой связи обеспечивают компания «МегаФон» и другие операторы.
В посёлке есть средняя общеобразовательная школа; стараниями её учеников, под руководством учителя Т. П. Морозовой, в Шариповке был восстановлен крестьянский домик толстовских времён и историческая утварь.
С районным центром посёлок связан автодорогой «Алексеевка—Шариповка».